# Lijst van voetbalinterlands Faeröer - Noord-Ierland
Deze lijst van voetbalinterlands is een overzicht van alle officiële voetbalwedstrijden tussen de nationale teams van Faeröer en Noord-Ierland. De landen speelden tot op heden zes keer tegen elkaar, te beginnen met een kwalificatiewedstrijd voor het Europees kampioenschap voetbal 1992 op 1 mei 1991 in Belfast. Het laatste duel, een kwalificatiewedstrijd voor het Europees kampioenschap voetbal 2016, werd gespeeld in Tórshavn op 4 september 2015.

## Wedstrijden
| № | Plaats     | Datum             | Competitie           | Wedstrijd               | Uitslag |
| - | ---------- | ----------------- | -------------------- | ----------------------- | ------- |
| 1 | Belfast    | 1 mei 1991        | EK 1992 kwalificatie | Noord-Ierland – Faeröer | 1 – 1   |
| 2 | Landskrona | 11 september 1991 | EK 1992 kwalificatie | Faeröer – Noord-Ierland | 0 – 5   |
| 3 | Toftir     | 12 oktober 2010   | EK 2012 kwalificatie | Faeröer – Noord-Ierland | 1 – 1   |
| 4 | Belfast    | 10 augustus 2011  | EK 2012 kwalificatie | Noord-Ierland – Faeröer | 4 – 0   |
| 5 | Belfast    | 11 oktober 2014   | EK 2016 kwalificatie | Noord-Ierland – Faeröer | 2 – 0   |
| 6 | Tórshavn   | 4 september 2015  | EK 2016 kwalificatie | Faeröer – Noord-Ierland | 1 − 3   |

## Samenvatting
| Competitie      | Totaal gespeeld | Winst Faeröer | Gelijk | Winst Noord-Ierland | Doelsaldo Faeröer – Noord-Ierland |
| --------------- | --------------- | ------------- | ------ | ------------------- | --------------------------------- |
| EK-kwalificatie | 6               | 0             | 2      | 4                   | 3 − 16                            |
| Totaal          | 6               | 0             | 2      | 4                   | 3 − 16                            |

Wedstrijden bepaald door strafschoppen worden, in lijn met de FIFA, als een gelijkspel gerekend.

## Details

### Eerste ontmoeting
| EK 1992 kwalificatie (Belfast, Noord-Ierland, 1 mei 1991): |       |                   |
| Noord-Ierland                                              | 1 – 1 | Faeröer           |
| Colin Clarke 44'                                           | goals | 65' Kári Reynheim |

### Tweede ontmoeting
| EK 1992 kwalificatie (Landskrona, Zweden, 11 september 1991): |       |                                                                                             |
| Faeröer                                                       | 0 – 5 | Noord-Ierland                                                                               |
|                                                               | goals | 8' Kevin Wilson 12' Colin Clarke 14' Alan McDonald 51' Colin Clarke 68' (pen.) Colin Clarke |

### Derde ontmoeting
| EK 2012 kwalificatie (Toftir, Faeröer, 12 oktober 2010): |       |                   |
| Faeröer                                                  | 1 – 1 | Noord-Ierland     |
| Christian Holst 60'                                      | goals | 76' Kyle Lafferty |

### Vierde ontmoeting
| EK 2012 kwalificatie (Belfast, Noord-Ierland, 10 augustus 2011): |       |         |
| Noord-Ierland                                                    | 4 – 0 | Faeröer |
| Aaron Hughes 5' Steven Davis 66' Pat McCourt 71' Pat McCourt 88' | goals |         |

### Vijfde ontmoeting
| EK 2016 kwalificatie (scheidsrechter Alon Yefet, Belfast, Noord-Ierland, 11 oktober 2014):                                                                      |              | |
| Noord-Ierland | 2 – 0        | Faeröer |
| Gareth McAuley 6' Kyle Lafferty 20' | goals        | |
| Michael O'Neill | bondscoach   | Lars Olsen |
| Roy Caroll Aaron Hughes Chris Baird Gareth McAuley 56' Shane Ferguson Conor McLaughlin Steve Davis Niall McGinn 67' Oliver Norwood 83' Jamie Ward Kyle Lafferty | opstellingen | Gunnar Nielsen 90+1' Pól Jóhannus Justinussen Atli Gregersen Viljormur Davidsen Jónas Þór Næs Sonni Nattestad Fróði Benjaminsen Hallur Hansson 81' Christian Holst Jóan Símun Edmundsson 75' Páll Klettskarð |
| Luke McCullogh 56' Paddy McCourt 67' Josh Magennis 83' | wissels      | 75' Arnbjørn Hansen 81' Brandur Olsen 90+1' Kaj Leo Bartalsstovu |
| Shane Ferguson 36' | gele kaarten | 15' Jónas Þór Næs |
| - Debuut van Brandur Olsen (FC Kopenhagen) voor de Faeröer. |              | |

FSF · A-internationals · Statistieken · Bondscoaches · Faeröers vrouwenelftal · Faeröer U21 · Faeröer U20 · Faeröer U19 · Faeröer U18 · Faeröer U17 · Faeröer U16
1980 – 1989 ·
1990 – 1999 ·
2000 – 2009 ·
2010 – 2019 ·
2020 – 2029
1988 · 
1989 · 
1990 ·
1991 · 
1992 · 
1993 · 
1994 · 
1995 · 
1996 · 
1997 · 
1998 · 
1999 · 
2000 · 
2001 · 
2002 · 
2003 · 
2004 · 
2005 · 
2006 · 
2007 · 
2008 · 
2009 · 
2010 · 
2011 · 
2012 · 
2013 · 
2014 · 
2015 · 
2016 ·
2017 ·
2018 ·
2019 ·
2020 ·
2021 ·
2022 ·
2023 ·
2024
Albanië ·
Andorra ·
Armenië ·
Azerbeidzjan ·
België ·
Bosnië en Herzegovina ·
Canada ·
Cyprus ·
Denemarken ·
Duitsland ·
Estland ·
Finland ·
Frankrijk ·
Georgië ·
Gibraltar ·
Griekenland ·
Hongarije ·
Ierland ·
IJsland ·
Israël ·
Italië ·
Joegoslavië ·
Kazachstan ·
Kosovo ·
Letland · 
Liechtenstein ·
Litouwen ·
Luxemburg ·
Malta ·
Moldavië ·
Nederland ·
Noord-Ierland ·
Noord-Macedonië ·
Noorwegen ·
Oekraïne ·
Oostenrijk ·
Polen ·
Portugal ·
Roemenië ·
Rusland ·
San Marino ·
Schotland ·
Servië ·
Servië en Montenegro · 
Slovenië ·
Slowakije ·
Spanje ·
Thailand ·
Tsjechië ·
Tsjecho-Slowakije ·
Turkije ·
Wales ·
Zweden ·
Zwitserland
IFA · A-internationals · Selecties · Bondscoaches · Noord-Iers vrouwenelftal · Brits olympisch elftal · N-Ierland U21 · N-Ierland U20 · N-Ierland U19 · N-Ierland U18 · N-Ierland U17 · N-Ierland U16
1882 – 1899 ·
1900 – 1919 ·
1920 – 1929 ·
1930 – 1939 ·
1940 – 1949 ·
1950 – 1959 ·
1960 – 1969 ·
1970 – 1979 ·
1980 – 1989 ·
1990 – 1999 ·
2000 – 2009 ·
2010 – 2019 ·
2020 – 2029
EK 2016
WK 1958 · 
WK 1982 · 
WK 1986
1921 · 
1922 · 
1923 · 
1924 · 
1925 · 
1926 · 
1927 · 
1928 · 
1929 · 
1930 · 
1931 · 
1932 · 
1933 · 
1934 · 
1935 · 
1936 · 
1937 · 
1938 · 
1939 · 
1940 · 1941 · 1942 · 1943 · 1944 · 1945 · 
1946 · 
1947 · 
1948 · 
1949 · 
1950 · 
1952 · 
1952 · 
1953 · 
1954 · 
1955 · 
1956 · 
1957 · 
1958 · 
1959 · 
1960 · 
1961 · 
1962 · 
1963 · 
1964 · 
1965 · 
1966 · 
1967 · 
1968 · 
1969 · 
1970 · 
1971 · 
1972 · 
1973 · 
1974 · 
1975 · 
1976 · 
1977 · 
1978 · 
1979 · 
1980 · 
1981 · 
1982 · 
1983 · 
1984 · 
1985 · 
1986 · 
1987 · 
1988 · 
1989 · 
1990 ·
1991 · 
1992 · 
1993 · 
1994 · 
1995 · 
1996 · 
1997 · 
1998 · 
1999 · 
2000 · 
2001 · 
2002 · 
2003 · 
2004 · 
2005 · 
2006 · 
2007 · 
2008 · 
2009 · 
2010 · 
2011 · 
2012 · 
2013 · 
2014 · 
2015 · 
2016 · 
2017 · 
2018 · 
2019 · 
2020 · 
2021 ·
2022 ·
2023 ·
2024
Albanië ·
Algerije ·
Andorra ·
Argentinië ·
Armenië ·
Australië ·
Azerbeidzjan ·
Barbados ·
België ·
Bosnië en Herzegovina ·
Brazilië ·
Bulgarije ·
Canada ·
Chili ·
Colombia ·
Costa Rica ·
Cyprus ·
Denemarken ·
Duitsland ·
Engeland ·
Estland ·
Faeröer ·
Finland ·
Frankrijk ·
Georgië · 
Griekenland ·
Honduras ·
Hongarije ·
Ierland ·
IJsland ·
Israël ·
Italië ·
Joegoslavië ·
Kazachstan ·
Kosovo ·
Kroatië ·
Letland ·
Liechtenstein ·
Litouwen ·
Luxemburg · 
Malta ·
Marokko ·
Mexico ·
Moldavië ·
Montenegro ·
Nederland ·
Nieuw-Zeeland ·
Noorwegen ·
Oekraïne ·
Oostenrijk ·
Panama ·
Polen ·
Portugal ·
Qatar ·
Roemenië ·
Rusland ·
Saint Kitts en Nevis ·
San Marino ·
Schotland ·
Servië ·
Servië en Montenegro ·
Slovenië ·
Slowakije ·
Sovjet-Unie ·
Spanje ·
Thailand ·
Trinidad en Tobago ·
Tsjechië ·
Tsjecho-Slowakije ·
Turkije ·
Uruguay ·
Verenigde Staten ·
Wales ·
Wit-Rusland · 
Zuid-Korea ·
Zweden ·
Zwitserland
Frankrijk (1982) · Oekraïne (2016) · Oostenrijk (1982) · Polen (2016)